# Harmoni-expo
Harmoni-expo är en svensk återkommande mässa för utställare inom alternativ medicin, new age, medium och andra inom alternativrörelsen. Den kallar sig "Sveriges största alternativmässa för kropp och själ". Harmoni-expo grundades år 1996 av Britt Rudolfsson och Kristina Wennergren som en kringresande mässa. Sedan 2009 genomförs två mässor per år i Solnahallen. På mässan hålls föredrag, seanser och andra framträdanden inom den alternativa rörelsen som trumresor, qigong, healing, djurkommunikation, jordstrålning etc. Vid montrarna sker försäljning och utdelning av informationsmaterial och utställarna erbjuder också sina tjänster på plats som spådomskonst, tarotkortläsning, numerologi och aurafotografering.